# Kościół Najświętszego Serca Pana Jezusa w Pędzewie
Kościół Najświętszego Serca Pana Jezusa w Pędzewie – filialna świątynia katolicka w Pędzewie, należąca do parafii św. Stanisława Kostki w Złejwsi Wielkiej. Wzniesiono ją jako kaplicę ewangelicką.

## Historia
Obiekt został wybudowany w 1843. W okresie II Rzeczypospolitej należał do gminy ewangelickiej znajdującej się w strukturach superintendentury (diecezji) toruńskiej Ewangelickiego Kościoła Unijnego. Świątynia służyła ewangelikom do 1945, po czym została ograbiona. Następnie przejęto ją na potrzeby kultu katolickiego.

## Architektura i wystrój
Jest to gmach szachulcowy z wypełnieniem ceglanym. Wzniesiono go na planie prostokątnym. Budowla salowa, zamknięta dachem dwuspadowym z karpiówki koronkowej. We wnętrzu znajduje się rzeźba Chrystusa z I ćwierci XX w. Obiekt jest wyposażony w dzwony z 1835.
Świątynia jest otoczona cmentarzem, na którym pochowani są wierni różnych wyznań.